# François Xavier Lê Văn Hồng
François Xavier Lê Văn Hồng (Trí Bưu, 30 giugno 1940) è un arcivescovo cattolico vietnamita, dal 29 ottobre 2016 arcivescovo emerito di Huê.

## Biografia
François Xavier Lê Văn Hồng è nato il 30 giugno 1940 nella parrocchia di Trí Bưu, nella città-distretto di Quảng Trị dell'omonima provincia.
Ha iniziato il percorso di studi entrando nel 1953 nel seminario minore Phú Xuân a Huế, poi ha frequentato la scuola Thiên Hựu dal 1957 al 1960 e successivamente la Pontificia Accademia San Pio X di Da Lat fino al 1970, ottenendo il baccalaureato in teologia.
È stato ordinato presbitero il 21 dicembre 1969 dall'arcivescovo Jean-Baptiste Urrutia. Dopo l'ordinazione sacerdotale è stato professore nel seminario minore Hoan Thiện fino al 1973 e responsabile dell'aggiornamento teologico dei sacerdoti nonché cappellano militare, successivamente parroco della parrocchia di Truồi fino al 1999, quando è stato inviato in Francia per studiare presso l'Institut catholique de Paris, ottenendo il master in teologia nel 2001. Tornato in patria, è stato nominato parroco della parrocchia di Phú Hậu fino al 2005.

### Ministero episcopale
Il 19 febbraio 2005 papa Giovanni Paolo II lo ha nominato vescovo ausiliare di Huê, assegnandogli la sede titolare di Gadiaufala.
Ha ricevuto l'ordinazione episcopale il 7 aprile successivo per imposizione delle mani dell'arcivescovo Étienne Nguyễn Như Thể.
Sette anni dopo, il 18 agosto 2012 papa Benedetto XVI lo ha promosso arcivescovo metropolita di Huê.
Ha preso possesso dell'arcidiocesi il 12 settembre successivo. Ha ricevuto il pallio il 15 agosto 2013 dall'arcivescovo Leopoldo Girelli.
In seno alla conferenza episcopale del Vietnam è stato eletto vicepresidente per il triennio 2013-2016.
Ha retto l'arcidiocesi per 4 anni, ritirandosi per raggiunti limiti d'età il 29 ottobre 2016.

## Genealogia episcopale
La genealogia episcopale è:
- Patriarca Eliya XII Denha
- Patriarca Yukhannan VIII Hormizd
- Vescovo Isaie Jesu-Yab-Jean Guriel
- Arcivescovo Augustin Hindi
- Patriarca Yosep VI Audo
- Patriarca Eliya XIV Abulyonan
- Patriarca Yosep Emmanuel II Thoma
- Vescovo François David
- Arcivescovo Antonin-Fernand Drapier, O.P.
- Arcivescovo Pierre Martin Ngô Đình Thục
- Arcivescovo Philippe Nguyễn Kim Điền, P.F.I.
- Arcivescovo Étienne Nguyễn Như Thể
- Arcivescovo François Xavier Lê Văn Hồng